# Cyriak
Cyriak Harris é um animador inglês mais conhecido apenas como Cyriak, ou como seu nome de usuário do B3ta, Mutated Monty. Suas animações são notórias pela surrealidade e pelos elementos perturbadores. Cyriak é um colaborador regular do site britânico B3ta desde 2004.
Sua conta no YouTube traz coletâneas de animações, que se tornaram populares pela blogosfera e foram notadas por Eliot Van Buskirk, da Wired . Como freelancer, ele já trabalhou em comerciais da Coca-Cola e da Coca Zero. Fez também várias vinhetas para o Adult Swim e Cartoon Network.
Em 2013, dirigiu vídeos musicais para "Circus", do Bonobo; e "Rachet" ,do Bloc Party.
Em 2015, criou a abertura da série da Netflix W/ Bob and David.

## Prêmios e reconhecimento
Em 3 de dezembro de 2009, Cyriak foi anunciado como vencedor da competição E Stings do E4 de 2009.
Seus vídeos "DeadEnders" e "BeastEnders" foram usados na comédia da BBC Three Comedy Shuffle.
Em 2006, recebeu uma menção honrosa em uma competição de Photoshop da séie de tecnologia Click. Em novembro de 2011, venceu o prêmio "Best Budget Dance Video" no UK Music Video Awards como diretor de "We Got More", do Eskimo.
Em 9 de setembro de 2009, o ilusionista britânico Derren Brown afirmou ao vivo na televisão que previu os números da loteria britânica. Cyriak publicou uma possível explicação em seu canal no YouTube, o que lhe rendeu 500 mil visualizações em uma semana e atenção da imprensa nacional.